# Stenoodes
Stenoodes jeanneli es una  especie de coleóptero adéfago de la familia Carabidae y el único miembro del género monotípico Stenoodes.